# Sobre las olas
Sobre las olas ("Sopra le onde") è un valzer composto dal musicista messicano Juventino Rosas nel 1884 e pubblicato nel dicembre del 1888.

## Storia
Il brano, certo l'opera più conosciuta del compositore messicano, si chiamò dapprima A la orilla del sauz, poi Junto al manantial ed infine Sobre las olas.
Per le sue caratteristiche musicali e la sua struttura armonica è stato spesso confuso con i valzer viennesi ed erroneamente attribuito a Johann Strauss II, ciò che ne dimostra il valore artistico. Ma la sua popolarità è dovuta anche al fatto che fu una delle melodie più facilmente reperibili per gli organetti da strada e, specialmente negli U.S.A., al fatto che veniva suonato nei circhi durante le esibizioni degli acrobati ed in occasioni di fiere.
È stato cantato o suonato in molti film tra i quali (1944), Il grande Caruso (del 1950), Paura in palcoscenico (del 1950), Agente 007 - Octopussy - Operazione piovra (del 1983), Il vedovo (del 1959), ed in alcuni cartoni animati come il film Disney I tre caballeros (del 1944) o vari episodi di Braccio di ferro. Un adattamento di Sobre las olas costituisce la colonna sonora del videogioco arcade Carnival.
Esiste anche una versione in italiano del brano, intitolata Se tu sei con me, con parole scritte da Devilli e interpretata da Marisa Fiordaliso.

## Film
- Nel 1933 fu girato, in Messico, un film che aveva lo stesso titolo del brano.
- Nel 1950 un altro film fu prodotto, anch'esso intitolato Sobre las olas, una pellicola biografica sull'autore Juventino Rosas, con Pedro Infante nei panni del musicista e la regia di Ismael Rodríguez.

## Romanzi
Questo brano viene citato nel romanzo di John Steinbeck Al Dio sconosciuto del 1933. (Capitolo VII)